# 丑角航空
丑角航空（日语：*/?）是日本一家航空公司，總部位於福岡縣福岡市博多區福岡機場。 1997年1月20日，為日本佳速航空設立的子公司。總部最初在日本佳速航空總部內，1998年6月25日搬遷至福岡縣福岡市內。福岡機場為其樞紐機場，主要經營國際線包機，國際及國內線濕租服務。
受到日本佳速航空經營狀況惡化影響，2000年3月將擁有的麥道DC-10賣至西北航空，結束經營國際線包機業務。隨後，日本佳速航空與日本航空合併後，麥道MD-81繼續營運國內和國際線包機。
2005年4月30日結束航空運輸事業，業務變更為員工遣散（變更公司章程（註冊）為同年6月30日，變更前已進行相關工作）。同時丑角航空的空中服務員於航空運輸事業結束後改為日本航空的員工。同年8月1日總部搬遷至東京國際機場。
2008年3月31日，完成員工遣散。同年10月10日完成結算，公司正式解散。

## 機隊
丑角航空擁有擁有一架麥道MD-81和一架麥道DC-10飛機。

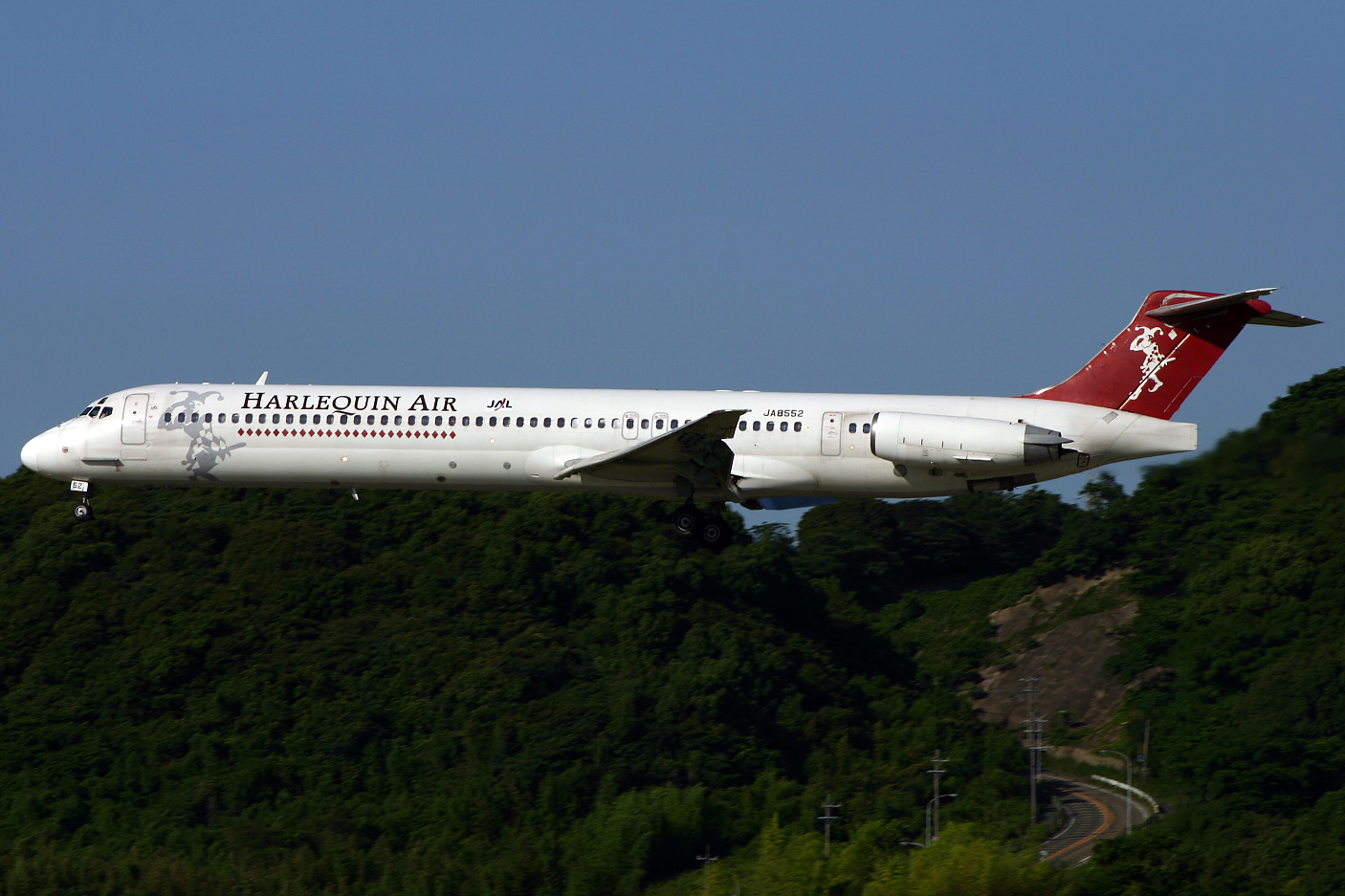
麥道MD-81 JA8552
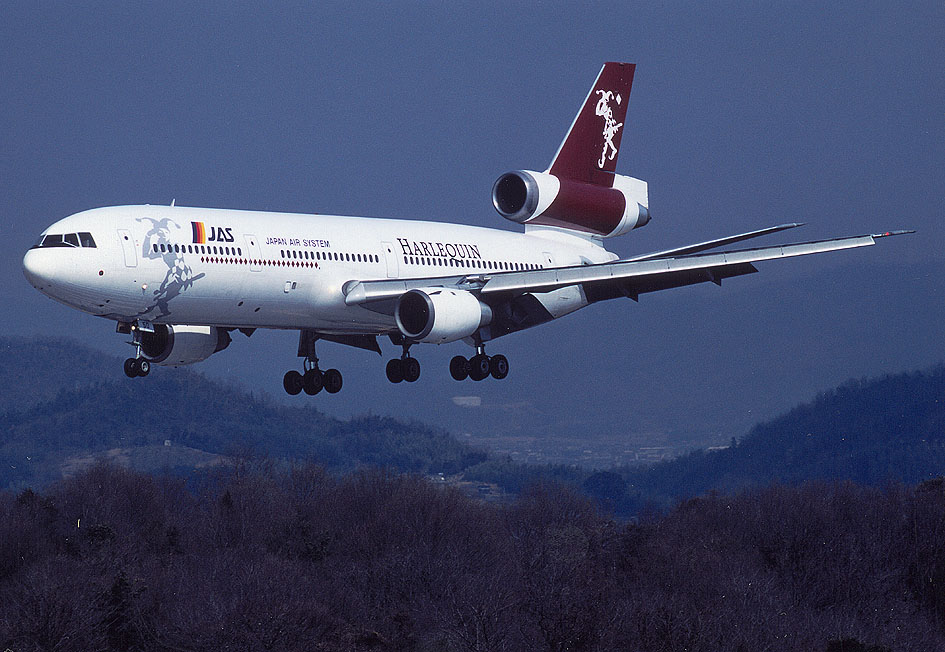
麥道DC-10 JA8550